# Antonio Felice Zondadari (1665–1737)
Antonio Felice Zondadari (Siena, 13 de dezembro de 1665 - Siena, 23 de novembro de 1737) foi um cardeal italiano.

## Biografia
Nasceu em Siena em 13 de dezembro de 1665, Siena. De família nobre. Filho de Ansano Zondadari e Agnese Chigi. Seu sobrenome também está listado como Chigi-Zondadari; e o primeiro como Antonio Felice. A Casa Zondadari adquiriu o marquesado de S. Quirico em 1679. Seu irmão, Alessandro, foi arcebispo de Siena; e outro irmão, Marc'Antonio, foi general das galeras da Ordem de Malta em 1682 e, posteriormente, grão-mestre da ordem de 1720 a 1722. Sobrinho-neto do papa Alexandre VII, por parte de mãe. Sobrinho do cardeal Flavio Chigi, sênior (1657). Tio em terceiro grau do cardeal Antonio Felice Zondadari (1801).
Estudou na Universidade de Siena, onde obteve o doutorado in utroque iure , direito canônico e civil.
Ordenado em 25 de março de 1690. Referendário dos Tribunais da Assinatura Apostólica da Justiça e da Graça, 1693. Relator da SC da Consulta . Vice-legado em Bolonha, de 20 de fevereiro de 1694 a 21 de fevereiro de 1697. Governador de Ancona, de 16 de novembro de 1697 a 1699. Referendário dos Tribunais da Assinatura Apostólica da Justiça e da Graça, 1698. Núncio extraordinário para acolher a Rainha Maria Casimira da Polônia aos Estados Papais, 6 de dezembro de 1698.
Eleito arcebispo titular de Damasco em 5 de dezembro de 1701. Consagrado em 18 de dezembro de 1701, em Chiesa Nuova , Roma, pelo cardeal Fabrizio Paolucci. Na mesma cerimônia foi consagrado Giuseppe Vallemani, arcebispo titular de Atena, futuro cardeal. Núncio extraordinário perante o rei Felipe V da Espanha para assuntos relacionados à paz após a guerra da sucessão espanhola, 27 de janeiro de 1702. Núncio na Espanha, 28 de maio de 1706. Por causa da controvérsia entre o rei e o papa em 1709, o núncio foi ordenou que se mudasse para Avignon, onde permaneceu por três anos.
Criado cardeal sacerdote no consistório de 18 de maio de 1712; recebeu o gorro vermelho e o título de S. Balbina, em 23 de setembro de 1715. Camerlengo do Sagrado Colégio dos Cardeais, de 10 de janeiro de 1718 até 8 de fevereiro de 1719. Participou do conclave de 1721 , que elegeu o Papa Inocêncio XIII. Pró-prefeito da Congregação dos Ritos, talvez pela ausência de seu prefeito, o cardeal Carlo Maria Marini, que também foi legado na Romagna. Participou do conclave de 1724 , que elegeu o Papa Bento XIII. Participou do conclave de 1730, que elegeu o Papa Clemente XII; O cardeal Cornelio Bentivoglio apresentou o veto do rei Felipe V da Espanha contra a eleição do cardeal Zondadri ao pontificado. Prefeito do Supremo Tribunal da Assinatura Apostólica da Graça, 27 de julho de 1730. Optou pelo título de S. Prassede, 9 de abril de 1731.
Morreu em Siena em 23 de novembro de 1737, Siena. Exposto e enterrado na igreja de S. Girogio, Siena, que ele havia remodelado e escolhido para o enterro. Em seu túmulo, apenas seu nome foi inscrito.